# Pavlovice u Kojetína
Pavlovice u Kojetína település Csehországban, a Prostějovi járásban. Pavlovice u Kojetína Srbce, Vitčice, Uhřice, Dřínov, Tištín, Mořice és Vrchoslavice településekkel határos. Lakosainak száma 283 fő (2024. január 1.).

## Népesség
A település lakosságának változását az alábbi diagram mutatja:
| Lakosok száma | 494  | 542  | 652  | 454  | 352  | 309  | 263  | 269  | 275  | 283  |
|               | 1869 | 1890 | 1921 | 1950 | 1980 | 2001 | 2017 | 2019 | 2022 | 2024 |